# Nekrassowskoje
Nekrassowskoje (russisch Некра́совское) ist eine Siedlung städtischen Typs in der Oblast Jaroslawl in Russland mit 6154 Einwohnern (Stand 14. Oktober 2010).

## Geographie
Der Ort liegt etwa 30 km Luftlinie östlich des Oblastverwaltungszentrums Jaroslawl, etwa auf halbem Weg in das benachbarte Oblastzentrum Kostroma. Er befindet sich unweit des rechten Wolga-Ufers an ihrem Zufluss Soloniza.
Nekrassowskoje ist Verwaltungszentrum des Rajons Nekrassowski sowie Sitz der Landgemeinde Nekrassowskoje selskoje posselenije, zu der neben der Siedlung noch 70 Dörfer und ländliche Siedlungen gehören (nicht zu verwechseln mit einer gleichnamigen Gemeinde mit Sitz in der Siedlung Michailowski des Jaroslawski rajon).

## Geschichte
Der Ort wurde erstmals 1214 als Sol Welikaja urkundlich erwähnt (etwa „Großes Salz“, mit Bezug zu den dortigen Solequellen). Später besaß der Ort den Status eines Possad mit Namen Bolschije Soli (ebenfalls etwa „Große Salze“). Der Höhepunkt der Salzproduktion auf Grundlage der Quellen fiel auf den Zeitraum vom 15. bis Mitte des 17. Jahrhunderts.
1929 kam der Ort zum neu gebildeten Borowski rajon, der 1932 in Bolschesolski rajon umbenannt wurde. Verwaltungssitz wurde der namensgebende Ort jedoch erst am 20. Februar 1934, als er aus der Ansiedlung Babaiki nach dort verlegt wurde. 1938 wurden Ort und Rajon nach dem Dichter Nikolai Nekrassow (1821–1878) benannt, der dort seine Kindheit verbracht hatte.
1940 erhielt Nekrassowskoje den Status einer Siedlung städtischen Typs.

### Bevölkerungsentwicklung
| Jahr | Einwohner |
| ---- | --------- |
| 1939 | 1869      |
| 1959 | 3039      |
| 1970 | 4615      |
| 1979 | 4946      |
| 1989 | 6950      |
| 2002 | 6489      |
| 2010 | 6154      |

Anmerkung: Volkszählungsdaten

## Verkehr
Gut 3 km südlich von Nekrassowskoje führt die Zweigstrecke Jaroslawl – Kostroma der föderalen Fernstraße M8 Cholmogory (Moskau – Archangelsk) vorbei.
Die nächstgelegenen Bahnstationen befindet sich im Oblastzentrum Jaroslawl an der Transsibirischen Eisenbahn sowie etwa 25 km südlich in der Siedlung städtischen Typs Burmakino an der Strecke Jaroslawl – Kostroma/Iwanowo.

## Söhne und Töchter des Ortes
- Jewgraf Sorokin (1821–1892), Maler
- Sergei Winogradow (1869–1938), Maler